# Al-Hallaniyya
L'isola di al-Ḥallāniyya (in arabo الحلانية‎?) si trova nell'omologo arcipelago che in precedenza era chiamato Khuriya Muriya, nel Mar Arabico, al largo della costa dell'Oman, al quale appartiene.

L'isola è la maggiore dell'arcipelago ed occupa una superficie totale di 56 km².
Oggi sede di vice-governatorato, l'isola è dotata di centrale elettrica, impianto di desalinizzazione dell'acqua, scuola, clinica e moschea ed ospita uno stabilimento per il congelamento del pesce.